# Gratibus
Gratibus település Franciaországban, Somme megyében. Lakosainak száma 178 fő (2022. január 1.). Gratibus Bouillancourt-la-Bataille, Boussicourt, Courtemanche, Fignières, Fontaine-sous-Montdidier, Marestmontiers és Trois-Rivières községekkel határos.

## Népesség
A település népességének változása:
| Lakosok száma | 180  | 184  | 190  | 182  | 180  | 179  | 178  | 177  | 178  |
|               | 2013 | 2015 | 2016 | 2017 | 2018 | 2019 | 2020 | 2021 | 2022 |